# Hendrik Gerritsz. Pot
Hendrik Gerritsz. Pot (Amsterdam, 1580 - Amsterdam, 1657) fou un pintor barroc neerlandès, especialitzat en pintura de retrats, al·legories i pintura de gènere.

## Biografia
Nascut a Amsterdam cap a 1580/1581, es va formar a Haarlem on consta que el 1603 treballava al taller de Karel van Mander, encara que la seva estada en aquest lloc va deure ser breu. Tres anys més tard es va inscriure en la milícia cívica de Haarlem. Va casar el 1610 amb Janeken Theunisdr. de Ram, amb qui va tenir tres fills, morts els tres el 1613. El 1631 o 1632 va viatjar a Londres per retratar el rei Carles I i la seva esposa Enriqueta Maria amb el príncep de Gal·les. Pot va oferir a més a més a Carles I un quadre amb el tema d'Ester que pogués ser l'ara conservat al Museu Frans Hals de Haarlem, pintat amb un estil proper estilísticament al de Pieter de Grebber, evidenciant la versatilitat del pintor.
A Londres el matrimoni va batejar el 18 de novembre de 1632 a Judith, la seva quarta filla, i immediatament van retornar a Haarlem, ja que el 1633 Frans Hals va incorporar el retrat de Pot al seu retrat de grup de la Milícia de Sant Adrià (Museu Frans Hals). El 1650 se'l registra com a ciutadà d'Amsterdam on va ser enterrat el 15 d'octubre de 1657.
A Haarlem Pot va portar una vida benestant. Des de molt aviat va rebre encàrrecs del consistori - Triomf de Guillem I d'Orange (1620, Museu Frans Hals)- i va ocupar càrrecs de responsabilitat tant al gremi de pintors, del que va ser degà el 1626, 1631, 1634 i 1648, i diaca el 1635, com a la guàrdia urbana, com a tinent de la milícia de Sant Adrià de 1630 a 1633 i de la milícia de Sant Jordi de 1643 a 1645. També en aquesta funció ho va retratar Frans Hals el 1639 amb els seus companys de la milícia (Museu Frans Hals). Va ser, a més a més, governador de la penitencieria de Haarlem i comissionat del Tribunal de Justícia el 1635.

## Obra
Pot és autor d'una obra extensa i variada, en estils també variats, encara que la seva dedicació principal fossin els retrats, des dels retrats de bust o de tres quarts inscrits en ovals de marbre fingit, com són els retrats en miniatura de Jean Fontaine i Anna Hooftman, conservats tots dos al Mauritshuis de La Haia, el d'Andries Hooftman del Musée Condé de Chantilly o el del cèlebre col·leccionista Bernardus Paludanus (Museu Frans Hals), els retrats de parella o a la manera d'una «conversation piece», com el citat retrat doble de Carles I i Enriqueta Maria amb el príncep de Gal·les, o el retrat de grup, en un estil que recorda les obres de Frans Hals, com ho és la seva pròpia versió dels Oficials de la guàrdia cívica de Haarlem (Museu Frans Hals), l'autoria del qual, malgrat tot, ha estat posada en qüestió últimament per ser considerada obra anònima de l'escola de Haarlem. Va pintar també escenes de gènere a la manera de Dirck Hals - Festí de bevedors, 1633, Rotterdam, Museu Boijmans Van Beuningen-, al·legories, també amb records tardomanieristes en obres com el Triomf de Carles I d'Orange o el Carro de Flora del Museu Frans Hals, i quadres d'història sobre temes bíblics, com Ester en el seu tocador o David escrivint els Salms, propers en el seu estil al de Pieter de Grebber.
- El col·lector de la moneda (1655)
- Carro de Flora (c1637)
- Carles I i Enriqueta Maria amb el príncep de Gal·les (c. 1632)
- Retrat de Bernardus Paludanus (1629)